# Université de technologie du Sud de la Chine
 (mars 2014).
Le contenu est difficilement compréhensible vu les erreurs de traduction, qui sont peut-être dues à l'utilisation d'un logiciel de traduction automatique.
L’Université de technologie du Sud de la Chine (华南理工大学, de l’anglais South China University of Technology, ou SCUT) est une université de la ville de Canton, dans la province du Guangdong, dans le Sud de la Chine.

## Historique
L'université a été établie en 1952 par regroupement des domaines d’enseignements technologiques des autres universités de Canton (ou Guangzhou). Elle accueille les étudiants en technologie industrielle, en architecture, en physique, en chimie, en mathématiques, en informatique et dans d’autres disciplines.
Chine du Sud University of Technology (SCUT) est une des meilleures universités d'exploitation sous l'autorité directe du ministère de l’Éducation. L'université, qui a une superficie totale de 294 hectares, est situé à Guangzhou, une métropole du sud de la Chine. L'université dispose de deux campus: le campus du Wushan et Guangzhou enseignement supérieur Mega Centre Campus.
Chine du Sud University of Technology (SCUT) est un sommet et l'université axée sur la recherche approfondie en vertu de "Projet 985" et "Projet 211". Il a la capacité la plus remarquable de la recherche scientifique avec 3 membres de l'Académie chinoise des sciences, 4 de l'Académie chinoise d'ingénierie, 1 académicien étranger de l'Académie russe d'ingénierie, 26 Chang Jiang chercheurs et 32 récepteurs de la Caisse nationale des sciences naturelles de mesdames et messieurs les jeunes chercheurs. Il a 1 843 instructeurs diplômés, dont 654 directeurs de thèse. 
Depuis 1978, SCUT a entrepris plus de 30 000 projets de recherche scientifique, dont 25 sont parrainés par le Fonds national de la science pour les jeunes chercheurs, 75 par le projet 973, 164 par le projet 863 et 84 intitulés comme principaux programmes du Fonds national des sciences naturelles et 2000 que le programme général du Fonds national des sciences naturelles, avec un montant total de près de 65 milliards de RMB entre ces projets. En outre, il a été attribué 743 prix au niveau provincial ou au-dessus, y compris les 57 prix nationaux et 103 premiers prix provinciaux ou ministériels. Pendant ce temps, 21 856 articles ont été publiés sur SCIE, l'IE et ISTP (d'ici la fin de 2011). L'université a 3 123 brevets autorisés, dont 1973 sont des brevets d'invention. SCUT a été le classement des dix premiers entre les universités et les collèges nationaux en fonction du nombre de demandes de brevet et du numéro d'autorisation de brevet depuis environ 10 ans. 
Au cours des dernières années, la demande de diplômés a dépassé leur approvisionnement. Le taux de ses étudiants de premier cycle en 2011 de l'emploi a atteint 99,10 % et celle de ses diplômés 99,10 %. Depuis sa création, l'université a cultivé pour le pays sur 260 000 diplômés à tous les niveaux. Un grand nombre de camarades de classe sont devenus les piliers technologiques, les entrepreneurs distingués et les cadres dirigeants. 
Face à ce nouveau siècle, SCUT aura constructions de discipline comme condition préalable, qui concerne individu que ses racines, envisager la culture du talent de son objectif ultime et mettre en évidence la poursuite technologique. SCUT l'intention d'élargir et d'étendre son échelle et de réaliser le développement coordonné de l'échelle, la structure, la qualité et les avantages. SCUT accélère sa réforme de l'éducation, en axant l'université de forme complètement ouverte pluridisciplinaire axée sur l'intégration orientée, de l'enseignement à la recherche orientée orientée vers la recherche, et de la forme ouverte partielle, de façon à construire SCUT dans une université d'État de haut rang et une célèbre université de classe mondiale.
Chine du Sud Université de Technologie est classé top en Chine par la grande rang en Chine et partout dans le monde, est également inclus dans la première université nationale Projet 211 et 985 du projet. 
En 2000, SCUT classé 34e parmi les meilleures universités de l'Asie pour les écoles des sciences et de la technologie par Asiaweek.
 2012, 2013, centre de recherche de classe mondiale à l'université de Shanghai Jiaotong University, publiée en ligne dans le "Classement académique des universités mondiales» dans la Chine du Sud Université de Technologie dans le top mondial 500 (400-450 gamme), où l'ingénierie et chimie dans les classements d'universités du monde ancien Top 150 (101-150 gamme). 2013, publié par l'université de Leyde aux Pays-Bas une note mondiaux universitaires au 136e rang dans le monde, la Chine du Sud University of Technology, 10 premières universités d'Asie en Chine continentale 4.
Anciennement connu sous le nom de l'Institut de Chine du Sud de la technologie, il a été créé en 1952, à travers un processus de réorganisation qui a unifié les écoles d'ingénieurs et les départements de grandes universités de cinq provinces de la Chine centrale et du Sud, y compris l'ancienne université Zhongshan, université Lingnan, université du Hunan, université de Guangxi, Chine du Sud université mixte, et quatre autres. En 1960, il a été choisi comme l'une des 33 universités nationales clés, sous l'administration directe du ministère chinois de l’Éducation. L'université a été renommé en Chine du Sud Université de technologie en 1988.
En 1981, il a été autorisé par le Conseil d’État à conférer des diplômes de médecin et de master, et a été parmi les premières universités dans le pays de le faire. En 1995, il a été choisi comme l'une des universités en Chine qui fera d'importants investissements dans le XXIe siècle. En 1999, il a été qualifié d'« excellent » sous l'enseignement de premier cycle d'évaluation, et était l'une des huit « excellentes universités de premier cycle d'éducation » dans le pays. Dans la même année, un parc scientifique national a été créé avec l'autorisation du ministère d’État de la Technologie et ministère de l’Éducation. En 2000, la Graduate School a été autorisée à être mis en place. 
En 2001, la nouvelle construction coopérative de ministère de l’Éducation et de la province du Guangdong a été mise en œuvre dans SCUT et il a été classé parmi les meilleures universités du pays. Après 60 ans de développement, SCUT est devenue une université pluridisciplinaire axée sur l'ingénierie, combiné avec la science, la promotion du développement aussi bien coordonnée de la gestion, de l'économie, les sciences humaines et le droit. L'université est célèbre partout dans le monde. 
Parmi les éminents professeurs qui enseignent actuellement à l'université est Il Jingtang, concepteur du pavillon de la Chine célèbre à l'Exposition universelle de Shanghai 2010.
Ministère de l'éducation, le troisième tour de l’École nationale des résultats 2012 d'évaluation disciplinaire libérés, Université de Chine du Sud a un total de 16 sujets participant, cinq sujets dans le top cinq, sept dans le top 10, tous les participants 14 sujets d'ingénierie dans les vingt premiers, parmi eux, la technologie de l'industrie et de l'ingénierie classé n° 1.